# En un lugar solitario
En un lugar solitario (In a Lonely Place) es una película estadounidense estrenada en 1950, dirigida por Nicholas Ray, con Humphrey Bogart y Gloria Grahame en los papeles principales, y producida por Santana Productions de Bogart. El guion es una adaptación de Edmund H. North y Andrew Solt de la novela homónima publicada en 1947 y escrita por Dorothy B. Hughes.
Bogart interpreta a Dixon (Dix) Steele, un guionista con problemas y propenso a la violencia, sospechoso de asesinato. Grahame coprotagoniza la película como Laurel Gray, una vecina solitaria que cae bajo su hechizo. Más allá de su trama superficial de identidad confusa y amor atormentado, la historia es un comentario mordaz sobre las costumbres de Hollywood y los peligros de la celebridad y la casi celebridad, similar a otras dos películas estadounidenses estrenadas ese mismo año, Sunset Boulevard de Billy Wilder y All About Eve de Joseph L. Mankiewicz. 
Aunque menos famosa que sus otros trabajos, la actuación de Bogart es considerada por muchos críticos como una de las mejores y la reputación de la película ha crecido con el tiempo, junto con la de Ray. Actualmente se considera una de las mejores películas negras de todos los tiempos, como lo demuestra su inclusión en la lista de Time "All-Time 100 Movies" list (La lista de Time de "Las 100 mejores películas de todos los tiempos")  y Slant Magazine's "100 Essential Films", ("Las 100 películas essenciales") y ocupa el primer puesto en la lista de "Las 100 mejores películas negras de todos los tiempos" de la revista Slant".  La BBC la clasificó en el puesto número 89 en su lista de las 100 mejores películas estadounidenses de todos los tiempos.  En 2007, In a Lonely Place fue seleccionada para su preservación en el National Film Registry de los Estados Unidos por la Library of Congress por ser "cultural, histórica o estéticamente significativa".

## Reparto
- Humphrey Bogart: Dixon Steele, el guionista.
- Gloria Grahame: Laurel Gray, la vecina del guionista.
- Frank Lovejoy: detective de la policía, el sargento Brub Nicolai.
- Carl Benton Reid: el capitán Lochner.
- Art Smith: Mel Lippman.
- Martha Stewart: Mildred Atkinson, la chica del guardarropa.
- Jeff Donnell: Sylvia Nicolai, esposa del detective.
- Robert Warwick: Charlie Waterman.
- Morris Ankrum: Lloyd Barnes.
- William Ching: Ted Barton.
- Steven Geray: Paul, encargado de un bar.
- Hadda Brooks: la cantante.

## Antecedentes
Louise Brooks escribió en su ensayo "Humphrey y Bogey" que sentía que era el papel de Dixon Steele en esta película el que más se acercaba al verdadero Bogart que conocía.

Antes de que la inercia se apoderara de él, interpretó a un personaje fascinantemente complejo, hábilmente dirigido por Nicholas Ray, en una película cuyo título definía perfectamente el aislamiento de Humphrey entre la gente. En un lugar solitario le dio un papel que podía interpretar con complejidad porque el orgullo del personaje por su arte, su egoísmo, su embriaguez, su falta de energía atravesada por rayos de violencia, eran compartidos por igual por el verdadero Bogart. 

El final original tenía a Steele estrangulando a Gray hasta matarla en el fragor de la discusión. Sargento Nicolai viene a decirle a Steele que ha sido absuelto del asesinato de Mildred, pero lo arresta por matar a Gray. Steele le dice a Nicolai que finalmente ha terminado su guion; la toma final iba a ser de una página en la máquina de escribir que tenía las líneas significativas que Steele le dijo a Gray en el auto (que admitió no saber dónde poner): "Nací cuando ella me besó, morí cuando ella me dejó, viví unas semanas mientras ella me amaba". Esta escena se filmó a mitad del cronograma de rodaje, pero Ray odiaba el final que había ayudado a escribir. Ray dijo más tarde: 
"Simplemente no podía creer el final que Bundy (el guionista Andrew Solt) y yo habíamos escrito. Lo filmé porque era mi obligación hacerlo. Luego eché a todos del escenario excepto a Bogart, Art Smith y Gloria. E improvisamos el final tal como está ahora. En el final original teníamos cintas, por lo que todo estaba atado en un paquete muy ordenado, con Lovejoy entrando y arrestándolo mientras escribía las últimas líneas, después de haber matado a Gloria. ¡Eh! Y pensé, ¡mierda, no puedo hacerlo, simplemente no puedo hacerlo! Los matrimonios no tienen que terminar de esa manera, no tienen por qué terminar en violencia. Deje que el público decida qué le sucederá a Bogie cuando salga del apartamento". 
En el momento de su estreno original, las críticas fueron generalmente positivas (en particular, muchos críticos elogiaron las actuaciones de Bogart y Grahame), pero muchos cuestionaron su comercialización dado el sombrío final. El personal de la revista Variety en mayo de 1950 le dio a la película una buena crítica y escribió:

En En un lugar solitario Humphrey Bogart tiene un papel simpático, aunque está encuadrado como alguien siempre dispuesto a enfrentarse a sus adversarios. Favorece a los desvalidos; en una ocasión prácticamente tiene a un actor de personajes veterano, empapado en brandy (sin trabajo) en su muy limitada nómina... El director Nicholas Ray mantiene un buen suspenso. Bogart es excelente. Gloria Grahame, como su romance, también merece elogios. 

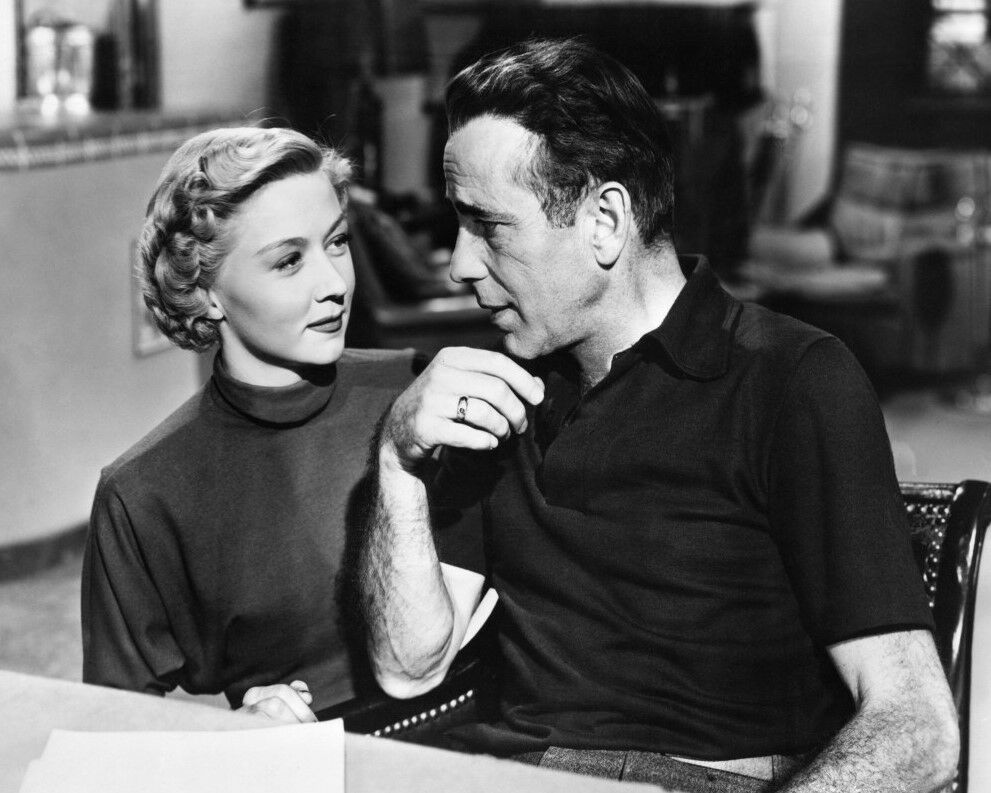
Gloria Grahame y Bogart

Bosley Crowther elogió la película, especialmente la actuación de Bogart, el guion, y la escritura,

Todo el mundo debería estar feliz esta mañana. Humphrey Bogart está en su mejor forma en su última producción independiente, In a Lonely Place, y la película en sí es una versión superior de melodrama. En su papel de un violento y temperamental guionista de cine de Hollywood, sospechoso de asesinato, Bogart ocupa un lugar destacado en la pantalla del Teatro Paramount y se mueve impecablemente a través de un guión que es casi tan duro como el propio actor. Andrew Solt, que diseñó el guión a partir de una historia de Dorothy B. Hughes y una adaptación de Edmund H. North, ha tenido el buen sentido de resolver la historia de manera lógica. De este modo, Dixon Steele sigue siendo un enigma, una fuerza explosiva y contradictoria, tan desprovista de cabos sueltos cuando la película termina como cuando comienza. 

Al igual que el debut de Ray, They Live by Night (1948), se promocionó como un thriller puro, aunque la película no encaja fácilmente en un género, como lo demuestra el marketing. Las películas de Ray tuvieron un breve resurgimiento en los años 70 y la postura antihéroe de Bogart ganó adeptos en los años 60, y los críticos franceses de los Cahiers du cinéma de los años 50 elogiaron la originalidad cinematográfica de Ray. La revista Time, que le dio a la película una crítica negativa en su estreno inicial, la calificó como una de las 100 mejores películas de todos los tiempos en su lista de 2005. 
El crítico Ed Gonzalez escribió en 2001: "Al igual que El extranjero de Albert Camus, la notable obra de Nicholas Ray, En un lugar solitario, representa la más pura de las cartillas del existencialista ... Gray y Dixon puede ser que se amen, pero es evidente que ambos están demasiado victimizados por sí mismos como para mantener este tipo de felicidad. Al final, su amor se parece a un ensayo para el próximo romance, que esperemos sea menos complicado. Este es el final existencial de una de las obras maestras más inteligentes y devastadoras de Ray." 
Curtis Hanson aparece en el documental retrospectivo del lanzamiento del DVD que muestra su admiración por la película, en particular por la dirección de Ray, la representación oscura de Hollywood y la actuación de Bogart. Esta fue una de las películas que mostró a los actores Russell Crowe y Guy Pearce como preparación para el rodaje de L.A. Confidencial. Dijo: "Quería que vieran la realidad de ese período y que vieran esa emoción. Esta película, y no digo que sea la mejor película jamás hecha, pero representa muchas cosas a las que creo que vale la pena aspirar, como tener personajes y emociones como fuerza motriz, en lugar de la trama... Cuando vi por primera vez En un lugar solitario cuando era adolescente, me asustó y, sin embargo, me atrajo con un poder casi hipnótico. Más tarde, llegué a entender por qué. Ocasionalmente, muy raramente, una película se siente tan sincera, tan emotiva, tan reveladora que parece como si tanto el actor como el director estuvieran de pie desnudos frente a la audiencia. Cuando ese tipo de matrimonio sucede entre actor y director, es impresionante". 
En 2009, el crítico de cine Roger Ebert añadió In a Lonely Place a su lista de "grandes películas". 
El agregador de reseñas Rotten Tomatoes informó que el 96% de los críticos le dieron a la película reseñas positivas, con una calificación promedio de 8,7/10, basada en 49 reseñas. El consenso de los críticos del sitio web dice: "Con las extraordinarias interpretaciones de Humphrey Bogart y Gloria Grahame a la cabeza, In a Lonely Place es una película negra apasionante de una profundidad y madurez poco comunes". 

### En la cultura popular
La canción de 1986 In a Lonely Place de the Smithereens, del álbum Especially For You, se inspiró en la película. Su estribillo, "Nací el día que te conocí, viví un rato cuando me amabas, morí un poco cuando nos separamos", está tomado directamente del diálogo de la película. 